# Silvio Schirrmeister
Pour les articles homonymes, voir Schirmeister.
Silvio Schirrmeister (né le 7 décembre 1988 à Neubrandenburg) est un athlète allemand spécialiste du 400 mètres haies.

## Palmarès

### Championnats d'Europe junior d'athlétisme
- Championnats d'Europe junior d'athlétisme 2007 à Hengelo,  Pays-Bas
  -  Médaille d'or sur 400 m haies